# The Chain
"The Chain" é uma canção da banda de rock britânico-americana Fleetwood Mac, gravada para o álbum Rumours (1977). É a única música do álbum creditada a todos os cinco membros (Stevie Nicks, Lindsey Buckingham, Christine McVie, John McVie e Mick Fleetwood).
"The Chain" foi criada a partir de combinações de vários materiais anteriormente rejeitados, incluindo o trabalho solo de Buckingham, Nicks e Christine McVie. Ela foi montada, muitas vezes manualmente, combinando fitas com uma lâmina de barbear, na Record Plant, em Sausalito, Califórnia, com os engenheiros contratados Ken Caillat e Richard Dashut.
Seguindo o sucesso crítico e comercial de Rumours, "The Chain" se tornou um marco nos shows ao vivo da banda, sendo tipicamente a música de abertura. Foi apresentada como a faixa de abertura de The Dance, um álbum ao vivo de 1997, que também serviu como uma compilação dos maiores sucessos. Ele alcançou uma fama particular no Reino Unido, onde a seção instrumental tem sido usada como tema da BBC e do Channel 4 para a cobertura televisiva da Fórmula 1. No Brasil, a canção se tornou tema de abertura da telenovela O Sétimo Guardião, exibida pela Rede Globo entre 2018 e 2019.